# Dragan Bolanča
Dragan Bolanča, hrvaški pravnik, pedagog, * 1957, Mali Lošinj.
Dragan Bolanča je predavatelj na Pravni fakulteti v Splitu. V letih 2004-2006 je bil dekan fakultete.